# SS marschiert
SS  marschiert in Feindesland, noto anche come Teufelslied (Canzone del diavolo), è stato un inno utilizzato dalle Waffen-SS del Terzo Reich.

## Storia e impiego
Il testo era originariamente riferito agli scontri presso il fiume Volga, in Russia.
Quando le SS diventarono un organismo multietnico e multinazionale, il brano fu modificato e adattato da corpi di diversa origine e provenienza. Abbiamo così Le chant du diable, inno della SS Division Charlemagne, På Vikingtog, utilizzata dai corpi filonazisti norvegesi, una versione estone, utilizzata dalla 5. SS-Panzer-Division "Wiking" ed una lettone, rappresentante la 19. Waffen-Grenadier-Division der SS.
Dopo la seconda guerra mondiale, la melodia del brano fu impiegata dalla Legione Straniera Francese, dall'Aviazione Brasiliana e dall'Esercito Italiano.

## Testo e traduzione

### Versione originale tedesca
| SS marschiert in Feindesland, Und singt ein Teufelslied. Ein Schütze steht am Wolgastrand, Und leise summt er mit. Wir pfeifen auf Unten und Oben, Und uns kann die ganze Welt Verfluchen oder auch loben, Grad wie es ihnen gefällt. Wo wir sind da geht's immer vorwärts, Und der Teufel der lacht nur dazu! Ha, ha, ha, ha, ha! Wir kämpfen für Deutschland, Wir kämpfen für Hitler, Der Rote kommt nie mehr zur Ruh'. Wir kämpften schon in mancher Schlacht, In Nord, Süd, Ost und West. Und stehen nun zum Kampf bereit, Gegen die rote Pest. SS wird nicht ruh'n, wir vernichten, Bis niemand mehr stört Deutschlands Glück. Und wenn sich die Reihen auch lichten, Für uns gibt es nie ein Zurück. Wo wir sind da geht's immer vorwärts, Und der Teufel der lacht nur dazu! Ha, ha, ha, ha, ha! Wir kämpfen für Deutschland, Wir kämpfen für Hitler, Der Rote kommt nie mehr zur Ruh'. | Le SS marciano nella terra del nemico E cantano un canzone del diavolo Una sentinella sorveglia la riva del Volga E fischietta piano anche lui Cantiamo in ogni dove E il resto del mondo ci può Maledire o anche lodare Faccia come preferisce. Ovunque noi andiamo, sempre avanti, Ed il diavolo ride con noi! Ha, ha, ha, ha, ha! Lottiamo per la Germania Lottiamo per Hitler Il Rosso non riposa mai più. Abbiamo già combattuto in numerose battaglie, A nord, sud, est e ovest, Ed ora siamo pronti alla battaglia Contro la Peste Rossa Le SS non riposano, noi devastiamo Finché nessuno più disturberà la felicità della Germania E anche se i nostri ranghi si assottigliano, Per noi non c'è mai ritirata Ovunque noi andiamo, sempre avanti, Ed il diavolo ride con noi! Ha, ha, ha, ha, ha! Lottiamo per la Germania Lottiamo per Hitler Il Rosso non riposa mai più. |

### Versione norvegese
| På vikingtog til fremmed land Dro menn av nordisk ætt, På kongeskip sto mann ved mann Av Hirden kamp beredt. Til Grønland og Island og Hjatland, Gikk ferden på langskip mot vest, I Frankrike, Irland og England, Var nordmannen ubuden gjest. Ja, fienden de måtte vike, Selv paven han tapte sin makt! Ha-ha-ha-ha-ha-ha-ha. Ja, for til vern om det stornorske riket, Stod trofaste Hirdmenn på vakt. Nå reiser vi en Hird på ny Av Vidkun Quislings menn. Og her i gamle Oslo by Står Vikingkorpset frem. Se baunene lyser fra fjellet Bærer bud om den nye tid. Og baunenes lys skal fortelle Om hirdmenn som fylkes til strid. Ja, fienden atter skal vike, Og pampene tapte sin makt! Ha-ha-ha-ha-ha-ha-ha. Ja, for til vern om det stornorske riket, Stod trofaste Hirdmenn på vakt. | In assalti vichinghi Verso terre straniere Viaggiarono gli uomini di stirpe nordica. Sulle navi del re, stettero uomo dopo uomo Della guardia reale, pronti alla battaglia. Alla Groenlandia, all'Islanda e alle Shetland, il viaggio sulle lunghe navi andò verso ovest, In Francia, Irlanda ed Inghilterra Gli uomini del nord furono ospiti sgraditi. Sì, i nemici hanno dovuto cedere il passo, Persino il papa perdette il suo potere!, Ha-ha-ha-ha-ha-ha-ha., Sì, in difesa del Grande Impero Norvegese, Stettero i fedeli uomini della guardia reale. Alziamo ora una nuova guardia Di uomini di Vidkun Quisling, E qui nell'antica Oslo Sta il Vikingkorps. Guarda il bagliore dei fari della montagna, Portano barlumi di una nuova era, E la luce dei fari racconterà Degli uomini del re pronti alla battaglia. Sì, i nemici dovranno ancora cedere il passo!, Anche i pezzi grossi hanno perso il loro potere Ha-ha-ha-ha-ha-ha-ha., Sì, in difesa del Grande Impero Norvegese, Stettero i fedeli uomini della guardia reale. |

### Versione francese
| SS marchons vers l'ennemi, Chantant le chant du diable. Car dans les coeurs, des gars hardis, Souffle un vent formidable. Qu'importe que l'on nous acclame, Ou nous damne le monde entier : Nous l'entraînerons dans les flammes, Et nous en rions volontiers ! Là où nous passons que tout tremble, Et le diable y rit avec nous ! Ha,ha,ha,ha,ha,ha,ha ! Nous luttons pour l'Europe et la liberté, Notre honneur s'appelle fidélité. SS nous marchons au combat Chantant le chant du diable : Nos gars sont embusqués là-bas Pour l'assaut formidable. Les blindés nous attaquent en grondant, Mugissante vague d'acier, Mais notre fureur les attend Et nous en rions volontiers ! Là où nous passons, les chars brûlent, Et le diable y rit avec nous ! Ha,ha,ha,ha,ha,ha,ha ! Nous luttons pour l'Europe et la liberté, Notre honneur s'appelle fidélité. SS nous rentrerons en France, Chantant le chant du diable. Bourgeois craignez notre vengeance, Et nos poings formidables. Nous couvrirons de nos chants ardents, Vos cris et vos plaintes angoissées. Avec nous hurle Satan Et nous en rions volontiers. Là où nous passons tout s'écroule, Et le diable y rit avec nous ! Ha,ha,ha,ha,ha,ha,ha ! Nous luttons pour l'Europe et la liberté, Notre honneur s'appelle fidélité. | SS, marciamo verso il nemico, Cantando il canto del diavolo. Poiché nel cuore dei ragazzi coraggiosi Soffia un vento formidabile. Che importa che ci si acclami O che ci maledica il mondo intero Noi lo condurremo nelle fiamme E rideremo di gusto. Laddove passiamo tutto trema, Ed il diavolo ride con noi! Ha,ha,ha,ha,ha,ha,ha! Lottiamo per l'Europa e la libertà, Il nostro onore si chiama fedeltà. SS, marciamo verso la battaglia, cantando il canto del diavolo. I nostri ragazzi sono imboscati laggiù Per l'attacco formidabile. I blindati ci attaccano ruggendo, Mugghiando onde d'acciaio, Ma il nostro furore li attende E ridiamo di gusto. Laddove passiamo i carri bruciano, Ed il diavolo ride con noi! Ha,ha,ha,ha,ha,ha,ha! Lottiamo per l'Europa e la libertà, Il nostro onore si chiama fedeltà. SS, rientreremo in Francia, Cantando il canto del diavolo. Borghesi, temete la nostra collera E i nostri pugni formidabili. Copriremo con i nostri canti ardenti I vostri pianti e i vostri angosciosi lamenti, Con noi urla Satana E ridiamo di gusto. Laddove passiamo tutto crolla, Ed il diavolo ride con noi! Ha,ha,ha,ha,ha,ha,ha! Lottiamo per l'Europa e la libertà, Il nostro onore si chiama fedeltà. |

### Versione lettone
| Zem mūsu kājām lielceļš balts Uz Latviju tas ved. Uz Latviju, kur naidnieks baigs, Pār laukiem nāvi sēj Mēs soļojam droši un lepni, Un šautenes plecos ir mums, un senajo varoņu vārdi, nāk līdzi, kā mantojums mums. Mēs nāksim drīz, Latvija, gaidi! Un nesīsim brīvību Tev- kas mums dārga, un mēs ejam un ejam un traucam un steidzam- par vēlu mēs nedrīkstam būt! Mums viena doma sirdī kvēl - Par tēvu zemi stāt! Un nežēlīgam naidniekam likt visu atmaksāt! Mēs šautenēm liksim tad liesmot, un granātu metējiem kaukt, bet pašiem mums nāvei būs spītēt, ložu svilpieniem atbalsis saukt! Mēs ticam trīs Latvijas zvaigznēm, Lai ugunī spožas kļūst tās, mūžu mūžam! un mēs ejam un ejam uz priekšu tik traucam - par vēlu mēs nedrīkstam būt! | Sotto i nostri piedi Giace una strada bianca: Porta alla Lettonia. Alla Lettonia dove il crudele nemico Semina morte sui campi. Marciamo fiduciosi e orgogliosi E abbiamo fucili sulle nostre spalle E i nomi di antichi eroi Ci seguono come un'eredità Arriveremo presto, Lettonia, aspettaci! E ti porteremo la libertà, che ci è così cara. E andiamo ed andiamo, ci affrettiamo e corriamo - Non possiamo arrivare troppo tardi! Un pensiero scalda i nostri cuori - Resistere per la patria! E vendicare tutto quello Che il crudele nemico ha fatto! Allora faremo fuoco dai nostri fucili E faremo ululare le nostre granate Ed invece della nostra morte Chiama l'eco dei proiettili fischianti! Crediamo nelle tre stelle della Lettonia, Che risplendano nelle fiamme, sempre di più! E andiamo ed andiamo, ci affrettiamo e corriamo - Non possiamo arrivare troppo tardi! |

### Versione estone
| Kord võitles Lõuna-Venemaal, kaugel Doni steppides. Üks vapper Eesti pataljon, lauldes laulu kuradist. Meid paisati itta, kord läände, kõikjal seisime kaljude naal ja Neveli sood ja Tšerkassõ, ei iial meid unusta saa. Rünnak relvade terases tules, kõlab leekides kuradi naer - ha-ha-ha-ha. Võrsub vabadusidu, ei murra neid ridu, kes Eesti eest annavad kõik. Aeg sangarid kord unustab ja tandrid tasandab. Ja surnupealuu sõdureist vaid tuul veel jutustab. Teed tagasi meie jaoks pole, ehk küll häving on silmade ees. Vaba Eesti eest palju ei oleks, kui langeks meist viimnegi mees. Rünnak relvade terases tules, kõlab leekides kuradi naer - ha-ha-ha-ha. Võrsub vabadusidu, ei murra neid ridu, kes Eesti eest annavad kõik. | Un tempo nella Russia meridionale Lontano nelle steppe del Don, Si batté un coraggioso battaglione estone. Che cantava una canzone del diavolo. Fummo scagliati ad est e ad ovest, Ovunque resistemmo come le rocce E non dimenticheremo mai, Le paludi di Nevel' e Circassia. Nell'assalto il fuoco d'acciaio delle armi Suona come la risata del diavolo - ha-ha-ha-ha. Mentre il germoglio della libertà cresce, Le linee di chi ha dato tutto per la libertà Non saranno mai spezzate. Un giorno il tempo dimenticherà gli eroi, E persino i campi di battaglia, E il vento ci racconterà Dei teschi e delle ossa dei soldati. Non c'è ritorno per noi, Quando affrontiamo la sconfitta. Non è molto per l'Estonia libera Se l'ultimo di noi cade. Nell'assalto il fuoco d'acciaio delle armi Suona come la risata del diavolo - ha-ha-ha-ha. Mentre il germoglio della libertà cresce, Le linee di chi ha dato tutto per la libertà Non saranno mai spezzate. |

### Versione brasiliana
| Avante irmãos! Avante heróis! Em busca da vitória Subindo aos céus, lançando-se no ar, Honrando a nossa história Mais fortes, mais rijos lutando Soldados da velha Brigada A hora na porta saltando A luta prá nós não é nada Brindamos à morte, ao perigo Saudamos também o inimigo, lá, lá, lá, lá, lá! E a velha Brigada se bate, Se mostra mais forte na hora da dor Avante irmãos! Avante heróis! Voltar não desejamos Lutando sempre, fugindo nunca Viver não imploramos Unidos, coesos, marchando Soldados da velha Brigada! O gosto da morte lembrando Aos novos que chegam do nada. Brindamos à morte, ao perigo Saudamos também o inimigo, lá, lá, lá, lá, lá! E a velha Brigada se bate, Se mostra mais forte na hora da dor | Avanti fratelli, avanti eroi! In cerca di vittoria. Alzandoci fino al paradiso, scagliandoci nell'aria, Onorando la nostra storia, Combattendo più forte e duro Soldati della Vecchia Brigata! Il tempo salta alle porte, La morte non è nulla per noi. Brindiamo alla morte, al pericolo Salutiamo anche il nemico lá, lá, lá, lá, lá!! E la vecchia brigata si batte, Si mostra più forte nell'ora del dolore. Avanti fratelli, avanti eroi! Speriamo di non voltarci. Lottando sempre, mai fuggendo, Viviamo, non imploriamo. Uniti, coesi, marciando Soldati della vecchia brigata! Ricordano il sapore della morte Ai nuovi arrivati dal nulla. Brindiamo alla morte, al pericolo Salutiamo anche il nemico lá, lá, lá, lá, lá!! E la vecchia brigata si batte, Si mostra più forte nell'ora del dolore. |

### Versione della Legione Straniera Francese
| La Légion marche vers le front, En chantant nous vaincrons, Héritiers de ses traditions, Nous aussi nous marchons. Nous sommes les hommes des troupes d'assaut Soldats de la vieille Légion, Demain brandissant nos drapeaux, En vainqueurs nous défilerons, Nous n'avons pas seulement des armes, Mais le diable marche avec nous, Ha, ha, ha, ha, ha, ha, car nos aînés de la Légion, Se battant là-bas, nous emboîtons le pas. Pour ce destin de chevalier Honneur fidélité. Nous sommes fiers d'appartenir A ceux qui vont mourir Nous sommes les hommes des troupes d'assaut Soldats de la vieille Légion, Demain brandissant nos drapeaux, En vainqueurs nous défilerons, Nous n'avons pas seulement des armes, Mais le diable marche avec nous, Ha, ha, ha, ha, ha, ha, car nos aînés de la Légion, Se battant là-bas, nous emboîtons le pas. Fidélité est notre loi, Lutter pour notre foi. Notre fierté de chevaliers, Notre honneur de soldats. Nous sommes les hommes des troupes d'assaut Soldats de la vieille Légion, Demain brandissant nos drapeaux, En vainqueurs nous défilerons, Nous n'avons pas seulement des armes, Mais le diable marche avec nous, Ha, ha, ha, ha, ha, ha, car nos aînés de la Légion, Se battant là-bas, nous emboîtons le pas. | La legione marcia verso il fronte Cantando vinceremo. Eredi delle sue tradizioni, Marciamo anche noi. Siamo gli uomini delle truppe d'assalto, Soldati della vecchia legione, Domani, brandendo le nostre bandiere, Sfileremo vittoriosi. Non abbiamo solo armi, Ma il diavolo marcia con noi. Ha, ha, ha, ha, ha, ha, ha Dei nostri vecchi compagni della Legione, combattendo laggiù, seguiamo l'esempio. Per questo destino da cavaliere Onore e fedeltà, Siamo fieri di far parte Di quelli che moriranno. Siamo gli uomini delle truppe d'assalto, Soldati della vecchia legione, Domani, brandendo le nostre bandiere, Sfileremo vittoriosi. Non abbiamo solo armi, Ma il diavolo marcia con noi. Ha, ha, ha, ha, ha, ha, ha Dei nostri vecchi compagni della Legione, combattendo laggiù, seguiamo l'esempio. La fedeltà è la nostra legge, Combattere per il nostro credo, Nostro orgoglio di cavalieri, Nostro onore di soldati. Siamo gli uomini delle truppe d'assalto, Soldati della vecchia legione, Domani, brandendo le nostre bandiere, Sfileremo vittoriosi. Non abbiamo solo armi, Ma il diavolo marcia con noi. Ha, ha, ha, ha, ha, ha, ha Dei nostri vecchi compagni della Legione, combattendo laggiù, seguiamo l'esempio. |

### Versione Italiana "canto del guerriero parà" o "Basco Rosso"
Cantiamo in cor una canzon, del guerriero parà
lo spirito in fiore ci esorta a lottar.
Per te nostra amata Italia,
vermiglio sangue verserem,
vicino è il momento in cui barbarie lotterem
Basco rosso avanguardia di gloria,
alla morte ridiam così: Ah Ah Ah Ah Ah!
Mostrare vogliamo al mondo
che nelle rovine in piedi sarem!
La morte ormai paur non fa, va a letto col parà;
col sol che splende nel cuor, l'onor difenderà.
Paraca nostro camerata, nel cielo sei andato a morir,
sul volto avevi un sorriso, e sempre con noi resterai.
Basco rosso avanguardia di gloria,
alla morte ridiam così: ah ah ah!
Mostrare vogliamo al mondo
che nelle rovine in piedi sarem!
In faccia al mondo noi gridiam: Onore e Fedeltà.
E siamo fieri di esser qui, puri e duri a morir.
Siam volontari paracadutisti
veniamo da ogni region,
lottando da Oslo a Corfù,
faremo l'Europa nazion!